# Langer See (Weisdin)
Der Lange See liegt in der Mecklenburgischen Seenplatte beim zur Gemeinde Blumenholz gehörenden Ort Weisdin. 
Der See hat eine Gesamtfläche von circa 42 Hektar und eine Maximaltiefe von 18,4 m.
Die Hauptfischarten des Gewässers sind: Aal, Barsch, Hecht, Karpfen, Plötze, Schleie, Zander.